# إثيوبيا في العصور الوسطى

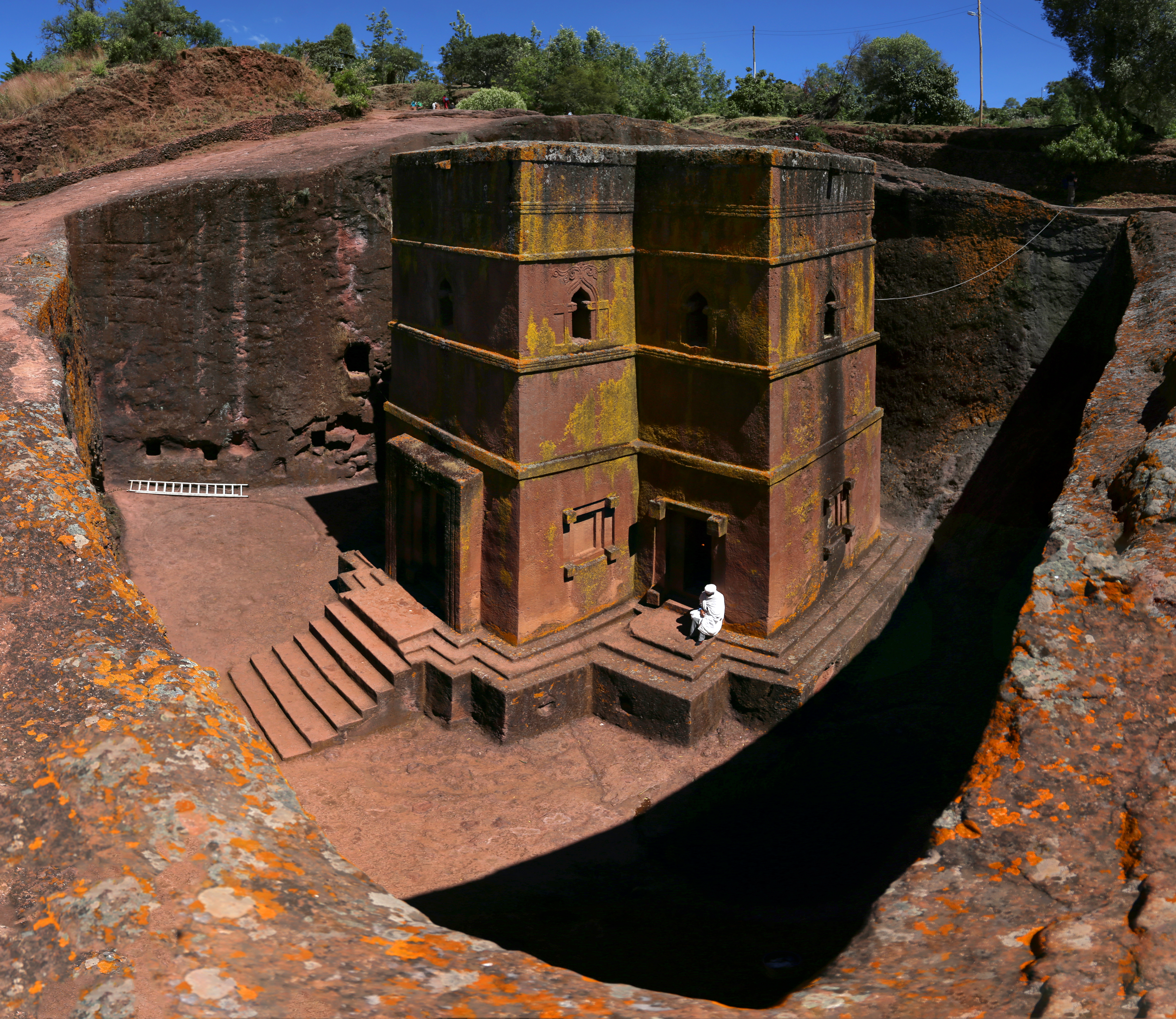
كنيسة القديس جورج بإثيوبيا.

يمتد تاريخ إثيوبيا في العصور الوسطى (بالإنجليزية: Ethiopia in the Middle Ages) تقريبًا ما بين فترة انحدار مملكة أكسوم في القرن السابع إلى هجرات الأورومو التي بدأت في منتصف القرن السادس عشر. تمتعت أكسوم بكونها إمبراطورية قوية خلال العصور القديمة المتأخرة، وظهرت في بيربلوس البحر الإريثري وذكرها النبي الإيراني ماني كواحدة من «أربع ممالك عظيمة على الأرض»، إلى جانب الإمبراطورية الساسانية لبلاد فارس والإمبراطورية الرومانية وحقبة الممالك الثلاث في الصين، اعتُبرت المملكة جزءًا لا يتجزأ من الطريق التجاري بين روما وشبه القارة الهندية إذ أنشأت روابط ثقافية كبيرة مع العالم اليوناني الروماني، وكانت من أوائل المتبنين للديانة المسيحية في عهد الملك عيزانا. يعود استخدام «إثيوبيا» للإشارة إلى المنطقة في القرن الرابع. في أوجها، امتدت المملكة إلى ما يعرف الآن بإريتريا وشمال إثيوبيا وشرق السودان واليمن والجزء الجنوبي مما يعرف الآن بالسعودية. ومع ذلك، بحلول القرن السابع، بدأت المملكة عصر من التدهور البطيء إثر مجموعة من الأسباب السياسية والاقتصادية والبيئية المحتملة. شهد هذا الانخفاض، الذي أطلق عليه اسم «فترة ما بعد أكسوم»، خسارة فادحة في الأراضي واستمر ذلك حتى صعود سلالة زاغو.
في أواخر القرن العاشر، سقطت مملكة أكسوم بين يدي ملكة تعرف باسم جوديت. بيد أن المؤرخون غير متأكدين من عرقها ودينها، لكن من المفترض أنها كانت من شعب أغاو ومن المحتمل أنها كانت تتبنى الدين الشعبي إذ استهدفت الكنائس في هجماتها. يحيط الارتباك بالفترة التي تلت فترة حكمها مباشرة، لكن تعتبر السلالة نفسها قد أسستها مارا تاكلا هايمانوت في عام 1137. انتقلت العاصمة جنوبًا من أكسوم إلى لاليبيلا، حيث تم بناء العديد من الكنائس المحفورة بالصخور. على الرغم من الطبيعة المعادية للمسيحية لاستيلاء جوديت على السلطة، ازدهرت الديانة المسيحية في ظل حكم زاغو، لكن مداها الإقليمي كان أصغر بشكل ملحوظ من امتداد أراضي أكسوم حيث سيطرت على المنطقة الواقعة بين لاستا والبحر الأحمر.
تمت الإطاحة بسلالة زاغو في عام 1270 على يد الإمبراطور يكونو أملاك، الذي أصبح خلفائه معروفين باسم السلالة السليمانية. أسّست ملحمة كيبرا ناغاست، وهي ملحمة قومية من القرن الرابع عشر، ادعاء السلالة بالنسب المباشر للملك سليمان بعد إعادة سرد قصة سليمان وبلقيس، التي من المفترض أن يكون ابنها منليك الأول. لذلك، مثّل حكام أمهرة الساميين من السلالة السليمانية استعادة النسب الإسرائيلي للأكسوميين على عكس حكام زاغو الكوشيين، الذين كان ينظر إليهم بأثر رجعي على أنهم غير شرعيين. في ما يقرب من 150 عامًا بين عهدي أمدا سيون الأول وزرع يعقوب، قام الأباطرة السليمانيون بتوسعات إقليمية كبيرة في الأراضي غير المسيحية إلى الجنوب والغرب والشرق من المرتفعات واحتلوا الكثير من الأراضي التي تضم إثيوبيا الحديثة. على الرغم من التوسعات الهائلة والانتشار الناجح للديانة المسيحية، تم غزو إثيوبيا من قِبَل عدل، بدعم من الدولة العثمانية، في عام 1531. لم تبدأ إثيوبيا في استعادة أراضيها بدعم من الإمبراطورية البرتغالية حتى عام 1540. أصبحت دولة إثيوبيا الضعيفة بعد الحرب عرضةً لهجرات الأورومو إذ بدؤوا بالاتجاه إلى جنوب إثيوبيا ثم التوسع شمالًا وإنشاء مستوطنات دائمة لهم. يُنظر إلى هذا المشهد السياسي والثقافي المتغير على أنه بداية العصر الحديث في إثيوبيا. من منظور تاريخي، تعد العصور الوسطى فترة غامضة من التاريخ الإثيوبي إذ كان هناك اتصال ضئيل نسبيًا مع الدول الأجنبية مقابل علاقاتها في العصور القديمة والحديثة.

## التاريخ السياسي

### فترة ما بعد أكسوم (القرنان السابع والعاشر)
كدولة مسيحية مبكرة، تمتعت مملكة أكسوم بعلاقات دبلوماسية وثيقة مع الإمبراطورية البيزنطية. عبر البحر الأحمر، أصبحت مملكة حِميَر دولة يهودية، وبدأت باضطهاد المسيحيين تحت حكم ذو نواس. دعا الإمبراطور البيزنطي جستين الأول الملك كالب لمساعدة المسيحيين في ممكلة حِميَر، وحدث الغزو في عام 525. كان الغزو ناجحًا إذ وسّعت مملكة أكسوم أراضيها إلى أقصى مدى إقليمي لها. ومع ذلك، كان الحكم الأكسومي في المنطقة مضطربًا بعض الشيء وخسرت المنطقة أمام الإمبراطورية الساسانية في الحروب الحبشية الفارسية بعد أقل من 50 عامًا. مع وجود فارسي في جنوب الجزيرة العربية، لم تعد مملكة أكسوم تهيمن على تجارة البحر الأحمر؛ ولم يزد هذا الوضع سوءًا إلا بعد الفتح الإسلامي لبلاد فارس في القرن السابع.
تشير الأدلة الأثرية إلى أن سكان مدينة أكسوم بدأوا في التناقص في القرن السابع. في نفس الوقت تقريبًا، يبدو أن المملكة قد توقفت عن سك العملات الذهبية، ما يشير إلى الانسحاب من التجارة الدولية. يُعزى ذلك إلى التوسعات الفارسية والإسلامية المذكورة أعلاه، على الرغم من اقتراح عوامل إضافية أخرى أيضًا.

### سلالة زاغو (القرن العاشر - 1270)
في أواخر القرن العاشر، تشير الوثائق الخارجية إلى حكم الملكة على أرض «الحبشة» (أحباش). تشير الوثائق أيضًا إلى أن الملكة (المشار إليها في إحدى الوثائق باسم ملكة «بني الحموية») قتلت ملك إثيوبيا ثم قامت بالاستيلاء على السلطة في وقت مبكر من الستينيات على الأقل. لم يتم تحديد أي دين أو مجموعة عِرقية بشكل حاسم لبني الحموية، لكن الملكة، المعروفة باسم جوديت، كانت بالتأكيد غير مسيحية وتعمل على اضطهاد المسيحيين حيث اتسم عهدها بتدمير الكنائس في إثيوبيا التي يُنظر إليها على أنها معارضة لانتشار المسيحية في المنطقة. لم تقم كنيسة التوحيد الأرثوذكسية الإثيوبية، التي كانت تابعة للكنيسة القبطية الأرثوذكسية في الإسكندرية، بإرسال مطران من الإسكندرية لسنوات عديدة خلال القرن العاشر. ومع ذلك، بعد انتهاء عهد جوديت، تواصل الملك الإثيوبي التالي مع البابا فيلوثاؤس الإسكندري فيما يتعلق بالوضع المتدهور، ثم أعاد البابا فيلوثاؤس العلاقات بين مصر وإثيوبيا. مهّد هذا المشهد لنهضة في الديانة المسيحية في إثيوبيا.
على الرغم من انتهاء عصر مملكة أكسوم على يد الملكة جوديت، لكنه لم يتم تأسيس سلالة زاغو حتى عام 1137 من قِبَل مارا تاكلا هايمانوت. نقل ملوك زاغو، الذين يُعتقد أنهم من شعب أغاو، العاصمة جنوبًا إلى لاليبيلا، التي سميت نفسها على اسم الإمبراطور الإثيوبي الذي يحمل نفس الاسم، جيبري مسقيل لاليبيلا. في عهد لاليبيلا، بدأ بناء أحد عشر كنيسة محفورة بالصخور. على الرغم من أن المسيحية قد شهدت نموًا في هذه الفترة، إلا أن أراضي إثيوبيا تضاءلت بشكل كبير منذ سقوط مملكة أكسوم وتركزت بشكل أساسي على المرتفعات الإثيوبية بين لاستا وتيغراي. عُدّت مملكة مدري بحري، التي كانت تسيطر على ساحل البحر الأحمر في إريتريا الحديثة، دولة عميلة لإثيوبيا.